# Credé-Handgriff

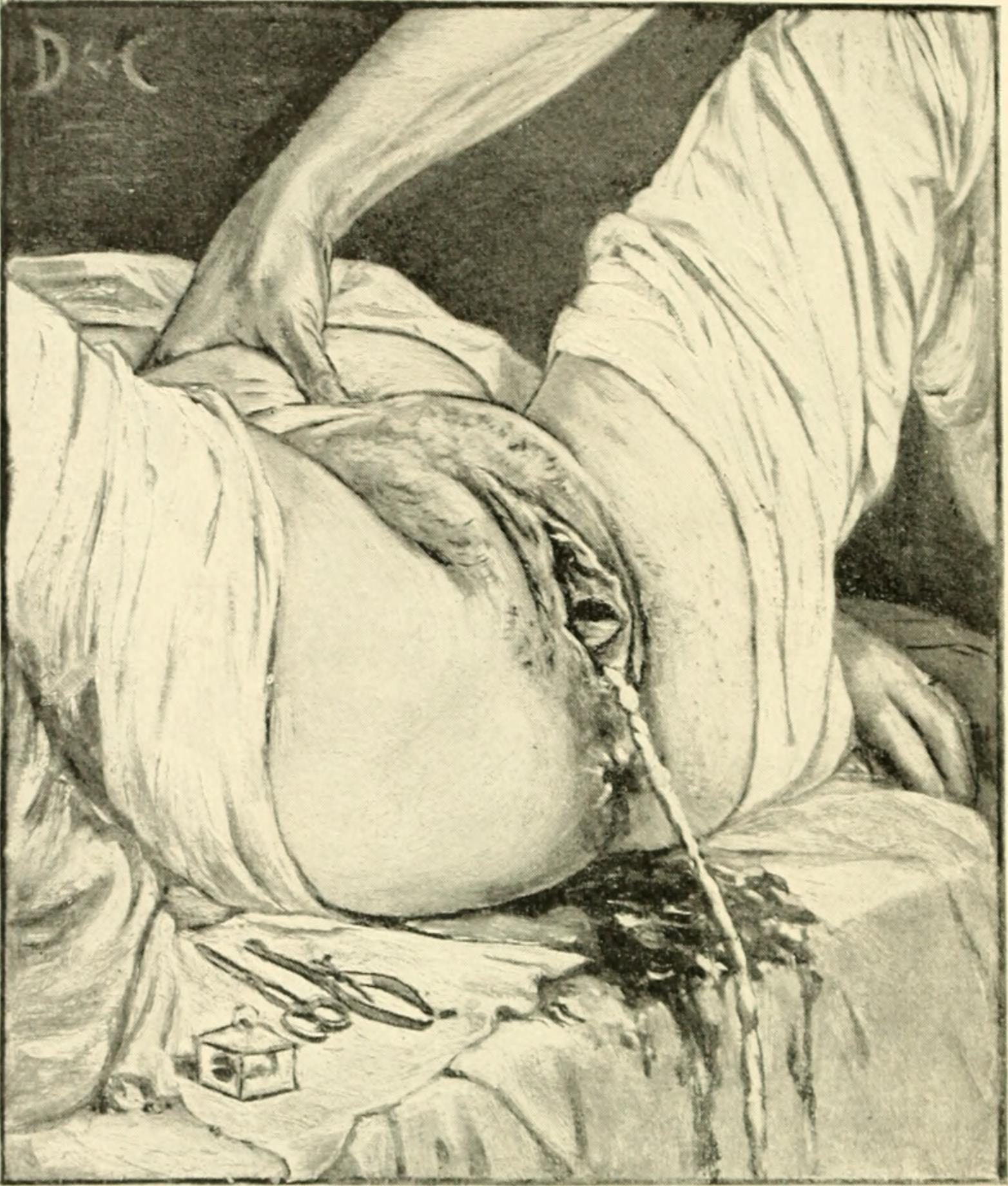

Der Credé-Handgriff (auch Handgriff nach Credé oder Credéscher Handgriff) ist eine geburtshilfliche Technik. Sie wurde 1856 in Leipzig von Carl Siegmund Franz Credé, einem deutschen Gynäkologen, erstmals beschrieben und nach ihm benannt. Mit Hilfe dieser Technik wird versucht, in der Nachgeburtsperiode die sicher gelöste Plazenta aus dem Uterus (Gebärmutter) zu exprimieren.

## Indikation
Nach der Geburt des Kindes beträgt die durchschnittliche Arbeitspause des Uterus 5–15 Minuten. Ist die Plazenta eine Stunde nach der Geburt noch nicht gelöst bzw. geboren, liegt eine Regelwidrigkeit vor. Ist die Plazenta gelöst und wird auch nach Mitpressen der Frau nicht geboren, ist der Credé-Handgriff die Methode der Wahl. Der vorzeitig und falsch ausgeführte Credé-Handgriff hat häufig starke Blutungen sowie das Zurückbleiben von Plazentateilen im Uterus zur Folge. Der Credé-Handgriff kommt auch zu Anwendung bei auftretenden Blutungen in der Nachgeburtsperiode. Wenn die Plazenta noch nicht vollständig gelöst ist, wird vor einer manuellen Lösung der Plazenta ein Credé-Handgriff in Narkose durchgeführt.

## Durchführung
Der meist seitlich rechts stehende Uterus muss in die Mitte gebracht werden, die Harnblase muss leer sein und der Uterus muss hart (kontrahiert) sein.
Die Frau stellt die Beine auf. Durch leichtes Reiben des Uterus wird eine Wehe angerieben. Danach den Fundus des Uterus so umfassen, dass der Daumen auf der Vorderwand, die übrigen Finger auf der Hinterwand liegen. Den Uterus in die Mitte bringen. Auf der Höhe einer Wehe wird der Uterus sanft in Richtung der Führungslinie ausgedrückt (=Expression der Plazenta). Sobald die Plazenta in der Vulva erscheint, unterstützt man sie mit der Hand, damit die Eihäute nicht abreißen und vollständig geboren werden können.